# TSV Rain am Lech
Turn- und Sportverein 1896 e.V. Rain am Lech é uma agremiação esportiva alemã, fundada a 10 de janeiro de 1886, sediada em Rain am Lech, na Baviera.

## História
O clube foi formado em 1886 sob o nome de TV Rain am Lech como um clube de ginástica. Contudo, o FC Rain am Lech surgiria apenas a 31 de agosto de 1920.
Enquanto os dois clubes existiam de forma independente por muitos anos, em 1941, uma fusão forçada formou a TSG Rain am Lech. A situação piorou com a guerra e as atividades foram severamente limitada nos anos seguintes.
Com o fim da Segunda Guerra Mundial, a fusão forçada terminou e ambos os clubes se tornaram independentes novamente. O FC brevemente se restabeleceu, mas o TV estava se esforçando para fazê-lo devido a um elevado número de perdas de seus membros durante a guerra. Na primavera de 1946, os dois clubes decidiram se unir mais uma vez, dessa vez por livre escolha e, então, o TSV Rain am Lech foi formado. O novo clube manteve as cores antigas do TV, vermelho e branco. Uma nova constituição foi redigida a 30 de abril de 1946 e as autoridades de ocupação dos EUA sancioram o novo clube a 6 de maio de 1946. Até o final de junho de 1946, a nova agremiação já tinha 180 membros. Enquanto a associação ofereceu uma série de desportos, o futebol era praticamente o único jogado em nível competitivo.
O FC Rain entrou na segunda Kreisklasse Schwaben Nord após a sua formação, em 1920, um campeonato em que obteve resultados bastante satisfatórios nas temporadas seguintes. Depois de seu terceiro título, em 1929-1930, finalmente ganhou a promoção para a primeira Kreisklasse, na qual passou duas temporadas antes de ser rebaixado novamente. O clube mais uma conquistou a promoção em 1937 mas, dessa vez, a equipe durou apenas um ano no nível mais elevado. Apesar de ganhar o título e promoção novamente, em 1938-1939, o FC Rain decidiu abandonar a disputa o devido à eclosão da guerra.
O clube continuou, em 1945, ganhando bons resultados na Kreisliga 2. Sob o novo nome de TSV Rain, a tendência de ascendência continuou.
Em 1949, a Kreisliga 2 foi renomeada B-Klasse e o clube veio a pertencer a essa liga por duas temporadas até ganhar o acesso, em 1951, para a recém-criada A-Klasse Nordschwaben. O TSV permaneceu nessa divisão até 1962, com exceção de 1953-1954, quando disputou um nível abaixo.
Em 1962, o título da A-Klassen lhes valeu a promoção para a Bezirksliga pela primeira vez. A equipe disputou a Bezirksliga Schwaben (V) até 1967. De 1967 a 1974, viriam a disputar a A-Klasse, mais uma vez. Um outro título nesse campeonato, em 1973-1974, significou um retorno para a então regionalizada Bezirksliga Schwaben-Nord. Nesse certame, o TSV terminou no topo em sua primeira temporada e ganhou a promoção pela primeira vez à Landesliga Bayern-Süd (IV). Contudo, o nível desse módulo se tornara aquém das possibilidades do clube e o mesmo acabou rebaixado.
Depois de cinco anos na Bezirksliga anos e título, em 1981, o clube voltou mais uma vez à Landesliga, com o mesmo resultado de antes, o rebaixamento, após uma temporada. Depois de um lugar respeitável na Bezirksliga, em 1983, na temporada seguinte, o time foi rebaixado para a A-Klasse. O TSV retornou à Bezirksliga para 1986-1987, mas não conseguiu manter o mesmo nível e experimentou um acentuado declínio, caindo para a B-Klasse em 1988. O time, porém, se recuperou rapidamente ao vencer a B-Klasse na temporada 1988-1989.
O maior sucesso adveio em 1994, quando, após cinco temporadas no A-Klasse, conquistou a promoção para a Bezirksliga. O clube marchou à Bezirksoberliga Schwaben, em 1995, um certame criado em 1989. Em sua segunda temporada, conquistou o acesso de volta à Landesliga pela terceira vez.
Agora muito mais forte do que em suas duas tentativas anteriores, a equipe estabeleceu-se na metade superior da liga. Nas seguintes onze temporadas obteve três terceiros lugares em 2005, 2007 e 2008.
O TSV ganhou a Copa de Schwaben pela primeira vez em 2000. O título qualificou a equipe para a Copa da Baviera, na qual terminou em segundo lugar. Essa colocação significava a qualificação para a DFB-Cup, a Copa da Alemanha, na temporada 2000-2001, na qual foi eliminado pelo vencedor daquele ano, o FC Schalke 04. A derrota em casa por 7 a 0 de um time de quinta divisão contra um da Bundesliga faz parte da história para a equipe.
Devido às alterações do sistema de ligas alemã, em 2008, o terceiro lugar classificou o clube para participar da fase de promoção para a Oberliga Bayern, algo normalmente reservado para o time segundo colocado. O time conseguiu o acesso pela primeira vez à maior liga de futebol da Baviera, batendo o 1. FC Schweinfurt 05 por 3 a 0, após a prorrogação.
Em 1987, o clube comemorou um novo recorde no número de membros, tendo atingido 1.000 sócios.

## Títulos
| Ligas - Bezirksoberliga Schwaben (VI) - Campeão: 1997; - Bezirksliga Schwaben-Nord (V-VII) - Campeão: (3) 1975, 1981, 1995; - A-Klasse Schwaben - Campeão: (3) 1962, 1974, 1986; - B-Klasse Schwaben - Campeão: (3) 1951, 1954, 1989; - 2nd Kreisklasse Schwaben - Campeão: (7) 1925, 1929, 1930, 1935, 1937, 1939, 1949; | Copas - Bavarian Cup - Vice-campeão: 2000; - Schwaben Cup - Vencedor: 2000; |

## Estádio
O Georg-Weber-Stadion foi nomeado após Georg Weber, um ex-presidente e fundador da Dehner, uma empresa local, que patrocina o clube. Possui cerca de 2.700 lugares.
O estádio é utilizado para partidas decisivas que envolvem acessos e rebaixamentos que precisam ser realizadas em campos neutros. Em 2007, sediou a final da Copa Schwaben entre TSV 1861 Nördlingen e FC Augsburg II.

## Cronologia recente
A recente performance do clube:
| Temporada | Divisão               | Módulo | Posição |
| 1999–2000 | Landesliga Bayern-Süd | V      | 4ª      |
| 2000–01   | Landesliga Bayern-Süd | V      | 10ª     |
| 2001–02   | Landesliga Bayern-Süd | V      | 10ª     |
| 2002–03   | Landesliga Bayern-Süd | V      | 7ª      |
| 2003–04   | Landesliga Bayern-Süd | V      | 5ª      |
| 2004–05   | Landesliga Bayern-Süd | V      | 3ª      |
| 2005–06   | Landesliga Bayern-Süd | V      | 7ª      |
| 2006–07   | Landesliga Bayern-Süd | V      | 3ª      |
| 2007–08   | Landesliga Bayern-Süd | V      | 3ª ↑    |
| 2008–09   | Oberliga Bayern       | V      | 16ª     |
| 2009–10   | Oberliga Bayern       | V      | 5ª      |
| 2010–11   | Oberliga Bayern       | V      | 12ª     |
| 2011–12   | Oberliga Bayern       | V      | 5ª ↑    |
| 2012–13   | Regionalliga Süd      | IV     | ª       |

## Aparições na Copa da Alemanha
O clube se qualificou para a Copa a Alemanha, a DFB Cup apenas uma vez.
| Temporada | Roada         | Data                 | Casa             | Fora          | Resultado | Público |
| 2000–2001 | Primeira fase | 27 de agosto de 2000 | TSV Rain am Lech | FC Schalke 04 | 0 a 7     | 6.000   |